# Joseph W. Morris
Joseph Watkins Morris (* 26. Februar 1879 in Sulphur, Henry County, Kentucky; † 21. Dezember 1937 in Louisville, Kentucky) war ein US-amerikanischer Politiker. Zwischen 1923 und 1925 vertrat er den Bundesstaat Kentucky im US-Repräsentantenhaus.

## Werdegang
Im Jahr 1889 zog Joseph Morris mit seinem Vater nach New Castle, wo er die öffentlichen Schulen besuchte. Im Jahr 1899 absolvierte er die New Castle High School. Danach arbeitete er im Handel. Politisch war Morris Mitglied der Demokratischen Partei. Zwischen 1909 und 1923 arbeitete er im Stab des Kongressabgeordneten J. Campbell Cantrill. Ab 1904 war er ständiger Delegierter auf den regionalen Parteitagen der Demokraten in Kentucky. 1923 war er Vorsitzender des demokratischen Wahlkampfausschusses in seinem Heimatstaat.
Nach dem Tod von J. Campbell Cantrill wurde Morris als Kandidat bei der fälligen Nachwahl für den siebten Sitz von Kentucky als dessen Nachfolger in das US-Repräsentantenhaus in Washington, D.C. gewählt, wo er am 30. November 1923 sein neues Mandat antrat. Da er bei den regulären Kongresswahlen des Jahres 1924 auf eine erneute Kandidatur verzichtete, konnte er bis zum 3. März 1925 nur die angebrochene Legislaturperiode seines Vorgängers beenden. Zwischen 1925 und 1927 arbeitete Morris für die Steuerbehörde seines Heimatstaates. Danach betrieb er bis zu seinem Tod am 21. Dezember 1937 einen Busbahnhof in Louisville. Joseph Morris wurde in Carrollton beigesetzt.